# МГ 34
МГ 34 је тешки митраљез који се сматра првим правим модерним свенамјенском митраљезом Другог светског рата, дизајниран 1934. године од стране њемачке фирме Рајнметал-Борсиг. Ово оружје је дизајнирао њемачки инжењер Хајнрих Волмер који је радио за фабрику Маусер. Пјешадија га је користила у раним годинама производње, а користио се као противтенковско и противавионско оружје. Требало је да га замјени МГ 42, знатно унапријеђеном верзијом МГ 34, али висока цијена његове производње продужава животни вијек МГ 34.

## Историја
Након Првог свјетског рата (1914-1918), Версајским споразумом Нијемцима је забрањен развој или производња било које важне ратне опреме, укључујући тенкове, подморнице и аутоматско оружје. Међутим, с успоном нацистичке странке током 1930-их и поновним успостављањем њемачке војске, њемачка власт је заобишла велики дио ограничења у оквиру споразума, преусмјеравајући се на нови свјетски рат у Европи. До тог тренутка, немачки ратни планери забављали су се концептом преносивог, лаког митраљеза и увели његове уобичајене компаније у план. Једно вријеме, МГ13 је био рјешење лаког митраљеза. Представљен 1930. године, представљао је преиспитивање Драјсе модела 1918, воденог хлађења из Првог свјетског рата, сада модификованог за основно хлађење ваздухом. Хранио се из магазина са кутијама од 25 метака или бубњем са седлом од 75 метака, а њемачка војска га је усвојила као стандардни лаки митраљез у догледној будућности. Оружје је на крају уграђено у тенкове и на Луфтвафе (Вермахт) авионе, али се у цјелини показало скупо за производњу и нудило је брзину паљбе од само 600 метака у минути. Као такав, овај модел је повучен из фронтлаајн сервиса чиме је 1934. године продат или стављен у складиште. Релативни неуспјех који је представљао МГ13 као митраљез „уради све“ натјерао је додатни рад да се настави на дугорочном производу. Рајнметал-Борсиг, дугогодишњи играч њемачке војне индустрије, организовао је оснивање компаније у сјенци у сусједној Швајцарској под именом "Солотурн" како би заобишло ограничења споразума и наставило рад на новом дизајну митраљеза на ваздушно хлађење. Током Првог свјетског рата, митраљези су обично били водено хлађени што је непотребно компликовало њихов рад и транспорт. Као такви, радили су се тестови током раних 1930-их који ће убрзо открити савршено дијете у овом развоју. Овај лаки митраљез био је сигурно један од најбољих у вријеме размјештања са њемачком војском за вријеме Франкових националиста у Шпанском грађанском рату.

## Карактеристике
МГ34 је направљен за калибар 7,92к57 Маусер. Основни систем мираљеза износио је 12,10кг и имао је дужину од 1219мм уз стандардну цијев димензија 630мм. Акција је користила јединствени аранжман са кратким повратним ударима са ротирајућим вијком и импулсни повратни удар додан кроз гасну клопку на њушци. Брзина испаљивања овог оружја достигла је брзину између 600 и 1.000 метака у минути, уз изабрану ватру (појединачно или потпуно аутоматски), доступну на основним моделима. Брзина метка је достизала 755 метака у секунди што даје добре вриједности продора у распонима до 1.200 метара, а то је повећано коришћењем посебно развијених статива за улогу тешког митраљеза. Нишани су били типични жељезно намештање које се кретало на 2000 метара до корацима од 100 метара. МГ34 Користи кратку цијев с повратним њушком, која такође служи као скривач бљеска када се испаљује метак. Закључавање цијеви постиже се ротирајућом главом вијка, с прекинутим навојима, који се закључавају у продужетак цијеви. Глава вијка има сет ваљака, који се налазе одмах иза репова. Ови ваљци користе се за закретање глава вијака за закључавање и откључавање. Ваљци се такође понашају као акцелератори вијка, када се вијак откључа, због интеракције са продужетком цијеви. Тубуларни пријемник повезан је са цјевастим рукавима помоћу окретног вијка постављеног на десној страни пријемника, тако да се пријемник може окренути према горе и са десне стране релативно према цјевастом рукаву, излажући тако стражњи крај цијеви. Када се пријемник отвори, цијев се може једноставно повући с рукава на стражњу страну, али када је цијев врућа, за то је потребна нека врста топлотне заштите, па је оператер МГ-34 морао да користи азбестне рукавице које су стандардни додатак оружју. МГ-34 је било селективно ватрено оружје, а начин ватре управљао је двоструким окидачем. Повлачење горњег дела окидача произвело је појединачне пуцњеве, док је повлачење према доњем дијелу потпуно аутоматско пуцање. Паљење је активирано помоћу дводјелног окидача који је омогућавао пуцање са једном хицем или потпуну аутоматску ватру. Горњи дио је маркиран са словом „Е“ („Еinzelfeuer“) како би означио ватру са једном хицем, док је доњи дио означен као „D“ („Dauerfeuer“) за потпуно аутоматску ватру. На тај начин, оператер је могао да контролише и снабдјевање муницијом и загријавање цијеви. У режиму сталне ватре, МГ-34 је постављен на специјални трипод веома компликованог и скупог дизајна, назван Лафете-34. Овај трипод допуштао је директне или индиректне протупожарне задатке, а био је опремљен и одводним пригушивачима, посебном јединицом за управљање ватром и оптичким нишаном. Употребом посебног адаптера овај се трипод може користити и за противавионске улоге. За намјенске мисије противваздушне одбране такође је био доступан специјални лагани АА статив..

## Дјеловање у Азији
МГ 34 које су освојила британска и совјетска војска послате су и кинеским националистичким и кинеским комунистичким снагама током Другог светског рата и Кинеског грађанског рата. Француска војска послала је зосвојене МГ 34 у Индокину током рата у Индокини. Неки модели које су Совјети заробили од Нијемаца или произведени у Чехословачкој после Другог светског рата испоручени су Народноослободилачкој армији / Народној добровољачкој војсци, Народној ослободилачкој војсци Вијетнама, Вијетконгу током Хладног рата.

## Галерија
- Њемачки војници са МГ 34 у Френцуској 1944.
- МГ 34 на триподу спреман у противавионској улози
- Пјешадија Вермахта са МГ 34